# 彭孫貽
彭孫貽（1615年—1673年），字仲謀，一字羿仁，號茗齋。明末清初浙江海鹽武原鎮人。

## 生平
南明隆武朝太常寺卿彭期生之子。彭孫遹堂兄。天性孝友，讀書過目成誦。崇禎十五年（1642年）鄉試，受到陳子龍、吳國華、范淑泰賞識，定為第一。陳子龍對海盐知县刘尧珍說：“恨彭生不得出吾門。吾雖不及歐陽，此子實不愧子瞻也。”次年以明經首拔於兩浙。隆武朝，其父彭期生以江西布政使守赣州。顺治三年十月，期生城破身死；彭孫貽尋訪其遗骸不得，直至颜容哀毁。素衣蔬食，不交人事二十年。終身不仕，閉門著述。曾與吳蕃昌創“瞻社”，時稱“武原二仲”。卒後私諡“孝介先生”。

## 作品
著述等身，有《茗齋詩文集》、《流寇志》、《茗齋詩余》、《茗齋雜論》、《彭氏舊聞錄》、《客舍偶聞》、《方士外紀》、《國恩家乘錄》、《明史紀事本末補編》五卷、《虔臺逸史》、《甲申以後亡臣表》、《靖海志》、《海鹽縣誌》十卷等。